# اچ‌ام‌اس ویتشد (دی۷۷)
اچ‌ام‌اس ویتشد (دی۷۷) (به انگلیسی: HMS Whitshed (D77)) یک کشتی بود. این کشتی در سال ۱۹۱۹ ساخته شد.